# Gustave Glotz
Gustave Glotz (Haguenau, 17 de febrero de 1862 – París, 16 de abril de 1935) fue un historiador francés, autoridad en la Antigua Grecia, particularmente sobre la polis y su historia económica. Mantuvo que la historia no sigue un curso rectilíneo y simple.
Estudió en la École normale supérieure y obtuvo la agrégation de historia en 1885. En 1904 sucedió a Paul Guiraud como profesor de historia griega en la Sorbona. En 1920 fue nombrado miembro de la Académie des inscriptions et belles-lettres, convirtiéndose en su presidente en 1928.
Entre sus obras destacan Études socials et juridiques sur l'antiquité grecque (1906), Le travail dans la Grèce ancienne (1920), La Civilisation Égéenne (1923) y Cité Grecque (1928). Fundó L'Evolution de l'humanité, y dirigió, entre 1907 y 1920, la Revue des études grecques.
Según Glotz, los primeros grupos en llegar a Grecia fueron pastores seminómadas procedentes de los Balcanes. Se basaban en el clan patriarcal, cuyos miembros descendían de un mismo patriarca y adoraban a la misma divinidad. La unión de varios clanes constituía una "hermandad" o "fratría" de compañeros de armas. Cuando estas fuerzas debían emprender grandes empresas, se reunían un pequeño número de tribus, que eran del todo independientes en cuanto a los ámbitos religioso, político y militar, pero que reconocían la autoridad de un rey supremo como su jefe.
Glotz distinguió dos épocas en la ciudad antigua: la arcaica, hacia 1400-1500 a. C. (no el periodo conocido actualmente como época arcaica, sino el correspondiente a las civilizaciones minoica y micénica), con la formación de los primeros núcleos urbanos en Grecia; y la invasión doria o Edad Media Helénica (la Edad Oscura), caracterizada por el caos y las invasiones a las que sobrevivieron las ciudades fortificadas y las acrópolis que permitían el dominio del territorio circundante.
Lleva su nombre el Centre Gustave Glotz, un grupo de investigación dentro del Institut national d’histoire de l’art, el CNRS, uy la Université Paris 1 Panthéon-Sorbonne. Desde 1990 se publican los Cahiers du Centre Gustave Glotz, que desde 2010 se incluye en el equipo ANHIMA (Anthropologie et histoire des mondes antiques) del CNRS, donde se han fusionado el Centre Louis Gernet el Centre Gustave Glotz y el equipo Phéacie.